# Aleid av Holland
Aleid av Holland, född före 1234, död 1284, var regent i Grevskapet Holland som förmyndare för sin brorson, greve Floris V av Holland från 1256 till 1263. 
Hon var dotter till greve Floris IV av Holland (1210-1234) och Machteld av Brabant (ca. 1200-1267), och syster till Vilhelm II av Holland. Hon gifte sig 1246 med greve Jan I av Avesnes, med vilken hon fick sju barn, bland dem Jan II av Avesnes. Vid sin brors död var hon själv änka och därmed myndig: hon återvände till Holland och tog över förmynderskapet, och därmed regentskapet över Holland, för sin omyndiga brorson Floris V. Oppositionen mot hennes regering allierade sig med Otto II van Gelre, som 1263 fråntog henne förmynderskapet och regentskapet. När Floris V blev myndig 1266, gjorde han sin faster till sin politiska rådgivare. Hon återkom därmed till en politisk maktposition i Holland. Hon gynnade sina barns karriärer med sin ställning. 